# N'oublie pas ton père au vestiaire
Pour plus de détails, voir Fiche technique et Distribution.
N'oublie pas ton père au vestiaire est un film français de Richard Balducci sorti en 1982.

## Synopsis
Tout en pouvant compter sur le soutien discret de sa mère, Philippe, jeune bourgeois un peu rebelle, est en conflit permanent avec son père, flûtiste dans un orchestre symphonique, aux idées bien arrêtées au sujet des règles de vie en famille. Le jour où le jeune homme rate son bac par manque d'assiduité dans ses études, une violente dispute éclate entre les deux hommes, et Philippe quitte le domicile parental pour « vivre sa vie », faite de pérégrinations amoureuses et de difficultés professionnelles. La rencontre avec la jolie Marlène, le soutien de ses amis, et la bienveillance de ses parents permettent finalement à Philippe de repartir du bon pied dans la vie.

## Fiche technique
- Titre : N'oublie pas ton père au vestiaire…
- Réalisation : Richard Balducci
- Scénario : Richard Balducci
- Adaptation et dialogues : Richard Balducci et Jean-Claude Massoulier
- Photographie : Marcel Combes
- Son : Adrien Nataf, Gilles Ortion
- Montage : Michel Lewin
- Musique : Gilles Tinayre
- Production : Denise Petitdidier
- Sociétés de production : Les Films du Daunou et Naja Films
- Société de distribution : Les Films Jacques Leitienne
- Pays d'origine :  France
- Langue : français
- Format :  couleur - 35 mm - 1,66:1 - son mono
- Genre : comédie
- Durée : 103 minutes
- Dates de tournage : début le 26 janvier 1982
- Dates de sortie : 2 juin 1982 (France)

## Distribution
- Jean Lefebvre : Antoine Chevrier, le père, flûtiste classique
- Manuel Gélin : Philippe Chevrier, le fils, lycéen
- Éric Adjani : Bruno
- Patricia Elig : Marlène
- Denise Grey : La dame à la moto
- Nelly Vignon : Jeanne Chevrier, la mère
- Jean-Paul Rouland : Marahkrishna, le faux gourou
- Max Montavon : Fragor
- Dominique Zardi : Le client dans la boutique de motos
- David Pujadas : un bachelier
- Jacques Legras : un policier
- Françoise Blanchard : Juliette
- Brigitte Chamak
- Jean-Marie Vauclin : Julien
- Denise Petitdidier : la patronne de la boite
- Bruna Giraldi : la chanteuse
- Sabine Paturel : Laetitia
- Charly Chemouny
- Régis Porte : Jojo
- Brigitte Lahaie : La mère de famille
- Jean Saudray : le père de Bruno
- Suzanne Grey : la mère de Bruno